# Тигран II
Тигран II или Тигран Велики (на арменски: Տիգրան Մեծ; на старогръцки: Τιγρανης; на латински: Tigranes) е владетел на Велика Армения от 95 до 55 пр.н.е., като под неговото управление Армения за кратко време е една от най-могъщите държави на изток от Римската република. Той е член на династията на Арташесидите. Води много войни и разширява земите на царството като присъединява редица територии в Асирия, Северна Месопотамия и Атропатена. Сключва съюз с Митридат VI царя на Понт, воюва с Партия, ликвидира властта на селевкидите в Сирия. Приема титлата „цар на царете“ и премества столицата в Тигранакерт.
Легионите на Римската република, водени от Лукул побеждават Тигран през 69 пр.н.е. в битката при Тигранакерт. През 66 пр.н.е. Помпей Велики принуждава Тигран II да се откаже от повечето си завоевания, да сключи мир и да изплати контрибуции на Рим. След това Армения никога повече не достига предишното си военно могъщество.

## Заложник
Тигран е заложник до 40-ата си година в двореца на цар Митридат II, който побеждава арменците през 105 пр.н.е. Според някои източници датата е по-ранна, някъде около 112 – 111 пр.н.е. След смъртта на цар Тигран I през 95 пр.н.е., Тигран II откупува свободата си, според Страбон като предава на партите 70 плодородни долини в Атропатена.

## Царуване

### Начало на управлението
Когато Тигран идва на власт основата, върху която той ще изгради царството си вече е факт благодарение на основателя на династията на Арташесидите, Арташес I и следващите го царе. Планините на Армения образуват естествена граница между различните региони на държавата, в резултат на което нахарарите (нахарар – арменски едър феодал, болярин; нахарарство – владение на нахарар) имат значително влияние в районите и провинциите, в които са базирани. Това не се нрави на Тигран, който иска да изгради царство с централизирана власт. Тигран завзема цялата власт в Армения преди да започне военните си кампании. Още на следващата година арменският цар минава в настъпление. През 94 пр.н.е. присъединява към своята държава съседното царство Арменска Софена. Също така се приготвя за война с Кападокия. Сключва военен и политически съюз с понтийския цар Митридат, женейки се за неговата дъщеря Клеопатра. Съгласно този договор превзетата територия на Кападокия, ще остане за Митридат, докато пленниците и движимото имущество ще бъдат за Тигран. Също така Тигран се споразумява, той да разшири влиянието си на изток, докато Митридат щял да завладее римските владения в Мала Азия и Европа.
Чрез създаването на силна елинистическа държава Митридат има намерение да се бори срещу добре организираната римска твърдина в Европа. По това време Рим обвинява Митридат в избиването на около 80 000 римляни в провинцията Азия. В крайна сметка опитите на двамата царе да контролират Кападокия, както и предполагаемото клане довеждат до намеса на Римската република. Сената решава Луций Корнелий Сула, един от двамата действащи консули, да поведе римската армия на война срещу Митридат. По времето на Първата Митридатова война (88 – 84 пр.н.е.), Тигран подкрепя Митридат VI, но внимава да не се намесва пряко във войната.

### Война с Партите и Селевкидите
След смъртта на Митридат II през 88 пр.н.е., Тигран се възползва от факта, че Партското царство е отслабено от скитските нападения и от вътрешнополитическите раздори. Преди всичко той си връща обратно 70-те долини отстъпени на партите като откуп за свободата му. След това опустошава района около Ниневия, също така и територията на Арбил. След като покорява тези области, той се премества на юг към лятната резиденция на патските царе в град Екбатана. През 85 пр.н.е. е сключен мир, по условията на който партите отстъпват на Армения цяла Месопотамия. Царете на Кавказка Албания и Иверия признават себе си за васали на Тигран.
След това през 84 пр.н.е. повежда силите си към сирийската държава на селевкидите и за кратък период от време завзема Горна Сирия, с изключение на град Селевкия. След това превзема Североизточна Киликия, Комагена и Финикия, като по този начин слага край на последните остатъци от царството на селевкидите, въпреки че няколко града остават лоялни и признават за легитимен цар Селевк VII Кибиосакт. Столицата на селевкидите, богатият град Антиохия, става главна резиденция на Тигран на юг. Южната граница на владенията на Тигран достига до Птолемаида (днешен Акко). Много от жителите на завладените градове са изпратени в новата столица Тигранакерт.
В апогея си владенията на Тигран достигат от Понтийските планини (в сегашна североизточна Турция) до Месопотамия, от Каспийско до Средиземно море. Тигран окупира териториите чак то Екбатана и приема титлата „цар на царете“, която по това време съдейки по техните монети дори партските царе не са приемали. Той е наречен „Тигран Велики“ от много от западните историци и писатели, като Плутарх. „Царят на царете“ никога не се показвал на публични места, без да го придружават четирима от васалните му царе, с което да подчертава още повече могъществото си. Цицерон обяснявайки успехите му на изток, казва че той „накарал Римската република да трепери пред силата на неговите армии“.
Арменските царе предшестващи Тигран не са пускали монети, той е първият който прави това. Монетите са сечени в Антохия и Дамаск, градове под негов контрол по време на окупацията му на Сирия от 83 до 69 пр.н.е. Те се състоят от тетрадрахми и медни монети, на които лицевата страна е украсена от неговия портрет изобразен носещ арменска тиара с части покриващи ушите му. На обратната им страна е изобразена Тюхе и речният бог Оронт в краката и. Секли са се дори и златни монети.

### Война с Рим
Митридат търси убежище при своя съюзник и роднина Тигран, след като е победен от римляните. „Царя на царете“ в крайна сметка влиза в директен сблъсък с Рим. Римският главнокомандващ Луций Лукул, настоява Митридат да бъде изгонен от Армения и да му бъде предаден. Да се съгласи с подобно искане, значело да приеме статута на подчинен на Рим, и затова Тигран отказва. В отговор реакцията на Лукул е да атакува толкова внезапно, че Тигран е хванат неподготвен. Позовавайки се на римските историци, човека, който пръв се осмелил да донесе новините за внезапната атака на римляните бил екзекутиран. В крайна сметка Митробазан (Mithrobazanes), един от генералите на Тигран, му съобщава за наближаващите римляни. Тигран е толкова впечатлен от куража на генерала си, че назначава Митробазан за главнокомандващ на армията, която да се изправи срещу Лукул – Митробазан обаче е победен и убит. След тази загуба Тигран се оттегля на север в Армения да се прегрупира, като оставя Лукул свободен да постави Тигранакерт под обсада. Когато Тигран събира голяма армия той се връща да се изправи срещу окупаторите. На 6 октомври 69 пр.н.е. много по-голямата армия на Тигран е победена от римската армия предвождана от Лукул в битката при Тигранакерт. Жителите на града (повечето, от които са принудително преселени в града от Тигран) подтикват недоволната градска стража да отвори вратите на столицата за римляните. Научавайки за това Тигран изпраща 6000 души кавалерия в града, които да спасят жените му и някои от неговите вещи. Тигран успява да се измъкне с малък ескорт.
На 6 октомври 68 пр.н.е. римските сили приближават към старата столица Арташат. Тигран и Митридат с комбинирана арменско-понтийска армия наброяваща 70 000 души се изправят срещу тях и претърпяват тежка загуба в битката при Арташат. Отново и двамата Тигран и Митридат успяват да избягат и да се спасят от това да бъдат пленени от римляните.
Изтощителната кампания и трудностите, които войските на Лукул търпът през годините в съчетание с липсата на печалби от плячкосване оказва влияние над легионите му и те постепенно стават непокорни вследствие, на което войниците отказват да продължат с битките през 68 – 67 пр.н.е. Обезсърчен от тежкия терен в територията на Северна Армения и виждайки влошаващият се морал на войската си, Лукул се връща обратно на юг и обсажда град Нисибис (Nisibis), главният град-крепост в Северна Месопотамия. Тигран е убеден (погрешно), че Нисибис ще издържи на обсадата и се опитва да си възвърне тези части от Армения, които римляните завладели. Въпреки продължаващите си успехи в битките, Лукул все още не могъл да плени нито един от монарсите. С войски, които отказват да изпълняват командите му, но съгласни да защитават завзети ключови позиции, сената изпраща Гней Помпей да отзове Лукул да се завърне в Рим и да поеме командването на военната кампания.

### Помпей и помиряване с Рим
През 67 пр.н.е. Помпей е натоварен със задачата да победи Митридат и Тигран. Отначало Помпей концентрира своите атаки срещу Митридат, докато разсейва Тигран като урежда партски атаки по Гордуена. Партския цар Фраат III скоро е придуман да докара нещата по-далеч от анексирането на Гордуена, когато синът на Тигран (синът също се казва Тигран) отива да се присъедини към партите и убеждава Фраат да навлезе в Армения и да замени възрастния Тигран с младия. Тигран решава да не среща нашествениците на бойното поле, а вместо това осигурява защитата на столицата си Арташат и се оттегля към хълмистите територии. Фраат скоро осъзнава, че Арташат няма да падне без продължителна обсада, време, което той не може да отдели заради страхове от заговор срещу него в царството му. Когато Фраат се връща в Партия, Тигран II слиза от хълмовете и прогонва сина си от Армения. Синът му тогава бяга при Помпей.
През 66 пр.н.е. Помпей напредва в Армения заедно с младия Тигран и Тигран Велики, който вече е почти на 75 години, решава да се предаде. Помпей се отнася към него почтително и щедро му разрешава да запази царството си, но без завоеванията си в замяна на 6000 таланта сребро. Неговият неверен син е изпратен обратно в Рим като затворник.
Тигран продължава да управлява Армения, като съюзник на Рим до смъртта си през 55 или 54 пр.н.е.

## Галерия
- Статуя на Тигран Велики в Ереван
- Орден „Тигран Велики“, учреден през 2002 г. и връчван за изключителни заслуги към Република Армения
- Петстотин арменски драма от 1993 г., с изображение на Тигран Велики